# JPBAランキング
JPBAランキングは、日本プロポケットビリヤード連盟(Japan Professional Pocket-Billiard Association)に所属する国内プロ選手のポイントを集計し決定される。

## 算出方法（2012年7月現在）

### 男子
全国クラスの試合（ジャパンオープン等）により配分される全国ポイントと、東西クラスの試合（グランプリイースト等）で決定するブロックランキングによる東西換算ポイントと海外試合報奨と海外ポイントの合計で決定される。
ポイントの集計は月次ごとに発表され、12月の集計で年間ランキングが決定となる。

#### 全国ポイント
試合のグレードに応じてポイント点数表から点数を算出しJPBAランキング（トータルランキング）に加算される。
- 全国ポイント対象試合とグレード（2012年現在）
  - SG1：全日本選手権
  - G1：ジャパンオープン
  - G2：関西オープン、
  - G3：北陸オープン、全日本14-1オープン選手権、北海道オープン、東海グランプリ、全日本オープンローテーション選手権大会、四国ナインボールフェスティバル

#### 東西換算ポイント
東西クラスの試合は全国クラスのG3と同じ配点となり、東西それぞれの順位（ブロックランキング）が決定される。さらにそのブロックランキングに応じた「換算ポイント」が割り当てられ、JPBAランキング（トータルランキング）に加算される。

#### 海外試合報奨
海外の試合に出場しベスト8以上の成績を残した場合、国内SG1またはG2に該当するポイントが加算される。
報奨対象の試合がJPBA国内試合と日程が重複する場合、国内試合のベスト8相当のポイントが付与される。
（例：世界選手権でベスト8以上の成績の場合、海外試合報奨の点数と国内試合ベスト8相当のポイントの二つが加算）
- 報奨対象試合
  - 世界選手権
  - アジア選手権

#### 海外ポイント
WPA世界選手権、WPAオープン戦、海外協会国際試合、海外協会招待試合に参加した場合、日程条件と成績に応じて海外ポイントが加算される。

### 女子

#### 全国ポイント
試合のグレードに応じてポイント点数表から点数を算出

### 集計対象期間
過去12か月分の全国対象ポイントと東西換算ポイントを加算した点数にて順位を決定。
（例：2005年3月ランキングの場合、2004年4月～2005年3月を対象とする）

## JPBA男子ランキング
| 年度  | 1位          | 2位            | 3位            | 4位            | 5位            |
| ----- | ------------ | -------------- | -------------- | -------------- | -------------- |
| 2001  | 桧山春義(西) | 奥村健(東)     | 高橋邦彦(東)   | 利川章雲(西)   | 川端聡(西)     |
| 2002  | 利川章雲(西) | 奥村健(東)     | 桧山春義(西)   | 川端聡(西)     | 高橋邦彦(東)   |
| 2003※ | 山本久司(東) | 川端聡(西)     | 利川章雲(西)   | 奥村健(東)     | 高橋邦彦(東)   |
| 2004  | 川端聡(西)   | 高橋邦彦(東)   | 北谷好宏(西)   | 桧山春義(西)   | 西嶋大策(東)   |
| 2005  | 高橋邦彦(東) | 田中雅明(西)   | 川端聡(西)     | 山本久司(東)   | 草野寿(西)     |
| 2006  | 大井直幸(東) | 川端聡(西)     | 草野寿(西)     | 田中雅明(西)   | 内垣建一(東)   |
| 2007  | 川端聡(西)   | 大井直幸(東)   | 土方隼斗(東)   | 栗林達(西)     | 矢野裕一(東)   |
| 2008  | 川端聡(西)   | 土方隼斗(東)   | 赤狩山幸男(西) | 栗林達(西)     | 大井直幸(東)   |
| 2009  | 田中雅明(西) | 土方隼斗(東)   | 草野寿(西)     | 高橋邦彦(東)   | 赤狩山幸男(西) |
| 2010  | 羅立文(東)   | 大井直幸(西)   | 赤狩山幸男(西) | 栗林達(西)     | 土方隼斗(東)   |
| 2011  | 栗林達(東)   | 赤狩山幸男(東) | 青木亮二(西)   | 羅立文(東)     | 大井直幸(西)   |
| 2012  | 大井直幸(西) | 羅立文(東)     | 川端聡(西)     | 赤狩山幸男(東) | 栗林達(東)     |
| 2013  | 土方隼斗(東) | 羅立文(東)     | 田中雅明(西)   | 川端聡(西)     | 大井直幸(西)   |
| 2014  | 大井直幸(西) | 羅立文(東)     | 栗林達(東)     | 竹中寛(西)     | 田中雅明(西)   |
| 2015  | 大井直幸(西) | 羅立文(東)     | 栗林達(東)     | 竹中寛(西)     | 土方隼斗(東)   |

※該当年11月のランキング

## JPBA女子ランキング
| 年度  | 1位        | 2位        | 3位        | 4位        | 5位        |
| ----- | ---------- | ---------- | ---------- | ---------- | ---------- |
| 2001  | 梶谷景美   | 高木まき子 | 宗田三佳   | 曽根恭子   | 山内公子   |
| 2002  | 梶谷景美   | 高木まき子 | 夕川景子   | 山内公子   | 並木咲子   |
| 2003※ | 高木まき子 | 梶谷景美   | 浜西由希子 | 大谷晃央   | 曽根恭子   |
| 2004  | 梶谷景美   | 曽根恭子   | 浜西由希子 | 大谷晃央   | 高木まき子 |
| 2005  | 高木まき子 | 大谷晃央   | 梶谷景美   | 福家美幸   | 曽根恭子   |
| 2006※ | 梶谷景美   | 大谷晃央   | 高木まき子 | 曽根恭子   | 夕川景子   |
| 2007  | 梶谷景美   | 浜西由希子 | 大谷晃央   | 福家美幸   | 河原千尋   |
| 2008  | 福家美幸   | 河原千尋   | 梶谷景美   | 高木まき子 | 浜西由希子 |
| 2009  | 梶谷景美   | 福家美幸   | 夕川景子   | 河原千尋   | 大井由希子 |
| 2010  | 河原千尋   | 梶谷景美   | 大井由希子 | 福家美幸   | 夕川景子   |
| 2011  | 河原千尋   | 梶谷景美   | 夕川景子   | 福家美幸   | 大井由希子 |
| 2012  | 梶谷景美   | 河原千尋   | 曽根恭子   | 夕川景子   | 李佳       |
| 2013  | 河原千尋   | 梶谷景美   | 曽根恭子   | 野内麻聖美 | 夕川景子   |
| 2014  | 河原千尋   | 夕川景子   | 梶谷景美   | 栗林美幸   | 野内麻聖美 |

※該当年11月のランキング